# پرتو سخن
پرتو سخن هفته‌نامه‌ای فارسی‌زبان است که توسط موسسه آموزشی و پژوهشی امام خمینی در قم منتشر می‌شود.